# Corredor Campo Limpo-Rebouças-Centro
O Corredor Campo Limpo - Rebouças - Centro é um corredor de ônibus da cidade de São Paulo, administrado pela SPTrans. Com extensão de 17,2 km, este corredor liga ao bairro de Campo Limpo ao Centro, passsando pelas avenidas Francisco Morato, Ponte Eusébio Matoso, Rebouças e pela Rua da Consolação. 

## Histórico
Foi inaugurado em 11 de setembro de 2004, durante a gestão da prefeita de São Paulo, Marta Suplicy. Neste corredor circulam cerca de 45 linhas de ônibus municipais, incluindo sete linhas da EMTU, oriundas da cidade de Embu das Artes e Taboão da Serra.
No centro expandido, o corredor possui três paradas na Rua da Consolação (na altura da Rua Maria Antônia e da Rua Caio Prado, na altura do Cemitério da Consolação e no cruzamento com a Avenida Paulista), quatro na Av. Rebouças (no Hospital das Clínicas e nos cruzamentos com Rua Oscar Freire, Avenida Brasil, Rua Capitão Antonio Rosa, Avenida Brigadeiro Faria Lima e uma na Eusébio Matoso, em frente ao Shopping Eldorado.
Após a abertura da Linha 4 Amarela do Metrô, o corredor perdeu 71 mil passageiros e 3 linhas, embora continuasse congestionado nos horários de pico. Em setembro de 2016 o corredor foi ampliado em 2,7 km e ganhou 9 paradas, alcançando o Largo do Taboão.